# The Breath of the Gods
The Breath of the Gods er en amerikansk stumfilm fra 1920 af Rollin S. Sturgeon.

## Medvirkende
- Tsuru Aoki som Yuki Onda
- Stanhope Wheatcroft som Pierre Le Beau
- Arthur Carewe som Prince Hagane
- Pat O'Malley som T. Caraway Dodge
- J. Barney Sherry som Senator Todd
- Marian Skinner
- Ethel Shannon som Gwendolyn
- Misao Seki
- Mai Wells
- Paul Weigel som Ronsard